# Hall v. Powers
Hall v. Durham Catholic School Board
Hall v. Powers ou Hall v. Durham Catholic School Board est un arrêt de la Cour suprême de l'Ontario (Ontario Superior Court of Justice) datant du 10 mai 2002 qui condamne les autorités du département d'éducation catholique de la région de Durham pour discrimination sur la base de l'orientation sexuelle parce qu'elles avaient refusé à un élève homosexuel du nom de Marc Hall de participer à son bal de promotion en compagnie de son petit ami.
Cet arrêt établit par ailleurs que la Charte canadienne des droits et libertés est supérieure aux privilèges éducatifs que la constitution confère à l'Église catholique canadienne.